# 龙观大道
龙观大道是中华人民共和国广东省深圳市龙华区的一条城市主干路和省道，全长4.2千米，南起布龙路龙观大道路口，北至观澜大道石清大道路口，是龙华区最重要的南北向主干路之一，承担重要的交通连接与公共交通走廊功能。